# Одеська наступальна операція
Одеська операція — наступальна операція військ 3-го Українського фронту (командувач генерал армії Малиновський Р. Я.) у взаємодії з Чорноморським флотом (командувач віце-адмірал Октябрьський П. С.) та у взаємодії з 2-м Українським фронтом (командувач — маршал Радянського Союзу Конєв І. С.) під загальним керівництвом представника Ставки Верховного головнокомандування маршала Радянського Союзу Василевського О. М., що проводилася в період з 26 березня по 14 квітня 1944 з метою розгрому 6-ї німецької і 3-ї румунської армій групи армій «А» (командувач генерал-фельдмаршал Е.фон Кляйст), виходу з рубежу річки Південний Буг та річку Дністер та вигнання нацистських окупантів з Одеси. Одна із завершальних фронтових операцій стратегічного наступу в Правобережній Україні.

## Загальний розвиток подій
Завдання щодо вигнання нацистських окупантів з Одеси 3-му Українському фронту було визначено директивою Ставки Верховного головнокомандування від 11 березня. За планом командування 3-го Українського фронту операція мала розпочатися з 20 березня відразу після Березнегувато-Снігурівської наступальної операції 1944 та виходу радянських військ на рубіж р. Південний Буг. Однак через опір противника, важкі погодні умови, складності в забезпеченні й відсутність засобів переправи війська 3-го Українського фронту розпочали операцію 26 березня. Відповідно до стратегічної обстановки Ставка Верховного головнокомандування з 22 березня головні сили 2-го Українського фронту спрямувала на півдні для наступу з рубежу Клима—Первомайськ по правому і лівому берегах Дністра для того, щоб з виходом до узбережжя Чорного моря оточити німецькі 8-му армію, 6-ту армію та румунську 3-тю армію й у взаємодії із 3-м Українським фронтом знищити їх.
Проте повністю виконати поставлені завдання не вдалося: війська 2-го Українського фронту в першій декаді квітня були зупинені противником та перейшли до оборони на рубежі Солька—Крістешть—Оргіїв—Дубоссари—Ташлик.

## Перебіг операції
До початку Одеської наступальної операції війська 3-го Українського фронту (5-та ударна армія, 8-ма гвардійська армія, 6-та армія, 28-ма армія, 37-ма армія, 46-та армія, 57-ма армія, 23-й танковий корпус, 4-й гвардійський механізований корпус та 4-й гвардійський кавалерійський корпус (кінно-механізована група), 17-та повітряна армія) налічували 57 стрілецьких дивізій, 1 танковий, 1 механізований та 1 кавалерійський корпуси, близько 528 тис. осіб, 6,4 тис. гармат і мінометів, 415 танків і самохідних артилерійських установок, 540 літаків. Їм на 170-кілометровій ділянці фронту від Костянтинівки до Дніпровсько-Бузького лиману протистояли німецька 6-та армія і румунська 3-тя армія — 21 дивізія та 8 дивізіонів штурмових гармат, близько 200 тис. осіб, 2 тис. гармат і мінометів, 160 танків і штурмових гармат, 620 літаків. Перевага радянських військ над противником становила в живій силі — у 2,6 рази, артилерії — 3,2, по танках — 2,6.
Головний удар завдавали війська правого крила 3-го Українського фронту в напрямку Вознесенськ—Березівка—Роздільна—Тирасполь, охоплюючи Одесу з півночі. Другий удар здійснювався в напрямку Миколаїв—Одеса. Розпочалась операція форсуванням р. Південний Буг силами військ правого крила фронту — 57-ї армії (генерал-лейтенант Гаген М. О.), 37-ї армії (генерал-лейтенант Шарохін М. М.), 46-ї армії (генерал-лейтенант Глаголев В. В.), 8-ї гвардійської армії (генерал-полковник Чуйков В. І.); на лівому крилі війська 6-ї армії (генерал-лейтенант Шльомін І. Т.), 5-ї ударної армії (генерал-лейтенант Цвєтаєв В. Д.), 28-ї армії (генерал-лейтенант Гречкін О. О.) вели бої за Миколаїв. 26 березня в порт Миколаєва був висаджений морський тактичний десант під командуванням старшого лейтенанта Ольшанського К. Ф., самовіддані дії якого сприяли вигнання нацистських окупантів портового міста 28 березня.
29 березня 1944 після того, як позначився успіх у смугах 37-ї та 57-ї армій, в дію були введені рухомі сили фронту — кінно-механізована група (генерал-лейтенант Плієв І. О.) та 23-й танковий корпус (генерал-майор Ахманов О. О.). У той же час наступ військ 2-го Українського фронту в напрямках Ясс і Кишинева створював загрозу оточення групи армій «А», що діяла в межиріччі Дністра і Південного Бугу, тому 28 березня розпочалося термінове відведення військ 6-ї німецької армії і 3-ї румунської армії з рубежів на р. Південний Буг до р. Дністер.
Розвиваючи наступ, війська 3-го Українського фронту 31 березня оволоділи м. Березівка, а 4 квітня — ст. Роздільна, 5 квітня зайняли Страсбург і Баден, вороже угруповання було розсічене на 2 частини. 30 березня на лівому крилі фронту війська 28-ї армії за допомогою висадженого морського десанту опанували Очаків і розвернули наступ на Одесу. Кінно-механізованій групі було поставлене завдання 9 квітня відрізати шляхи відступу противника на Овідіополь, а 8-й, 6-й і 5-й ударній арміям — оточити й знищити противника в районі Одеси. Проте через затримку кінно-механізованої групи частині військ 72-го та 44-го армійських корпусів противника вдалося уникнути оточення і відійти за Дністер.
Підводні човни і торпедні катери Чорноморського флоту вели активні дії на ворожих комунікаціях, зриваючи евакуацію німецько-румунських військ.
Увечері 9 квітня війська РСЧА увірвалися в північні квартали Одеси і нічним штурмом при сприянні партизан до ранку 10 квітня вигнали нацистські окупанти з Одесу. Надалі війська 3-го Українського фронту 12 квітня оволоділи Тирасполем, а 14 квітня вийшли до р. Дністер і опанували плацдарм на його західному березі на південь від Бендер, що зіграв важливу роль надалі наступі військ фронту.
За 17 днів Одеської наступальної операції війська 3-го Українського фронту за складних погодних умов подолали більш як 160 км, вигнали нацистських окупантів з Миколаївської та Одеської області. Сили Чорномор. флоту отримали можливість базуватися в Одесі, Миколаєві, Очакові.
Водночас, становище гітлерівців на Кримському півострові, які втратили надійний зв'язок з базами в Болгарії та Румунії, а також морські комунікації з портом Констанца, погіршилося.